# Советский уезд
Сове́тский уе́зд — административно-территориальная единица Вятской губернии, существовавшая в 1919—1924 годах.
Советский уезд был образован постановлением НКВД 19 сентября 1919 года. В его состав вошли:
- из Котельничского уезда: Васильевская волость, Лятешенское общество Арбажской волости (оно было присоединено к Водозерской волости)
- из Орловского уезда: Кожинская волость
- из Уржумского уезда: Рождественская волость
- из Яранского уезда: Водозерская, Ильинская, Коленурская, Петропавловская, Советская (бывшая Кукарская), Троицкая волости.

Центром уезда стала слобода Кукарка, переименованная при этом в город Советск.
В 1920 году к уезду присоединена Лесниковская волость Орловского уезда с населением 3477 чел.
Постановлением Президиума Вятского ГИК от 11 июля 1924 года Советский уезд был упразднён. При этом его территория распределилась так:
- в Котельничский уезд: Васильевская волость (при этом она была упразднена, а её территория передана в Сорвижскую волость)
- в Уржумский уезд: Коленурская, Рождественская и Троицкая волости
- в Халтуринский уезд: Кожинская волость
- в Яранский уезд: Водозерская волость.